# Popish Plot

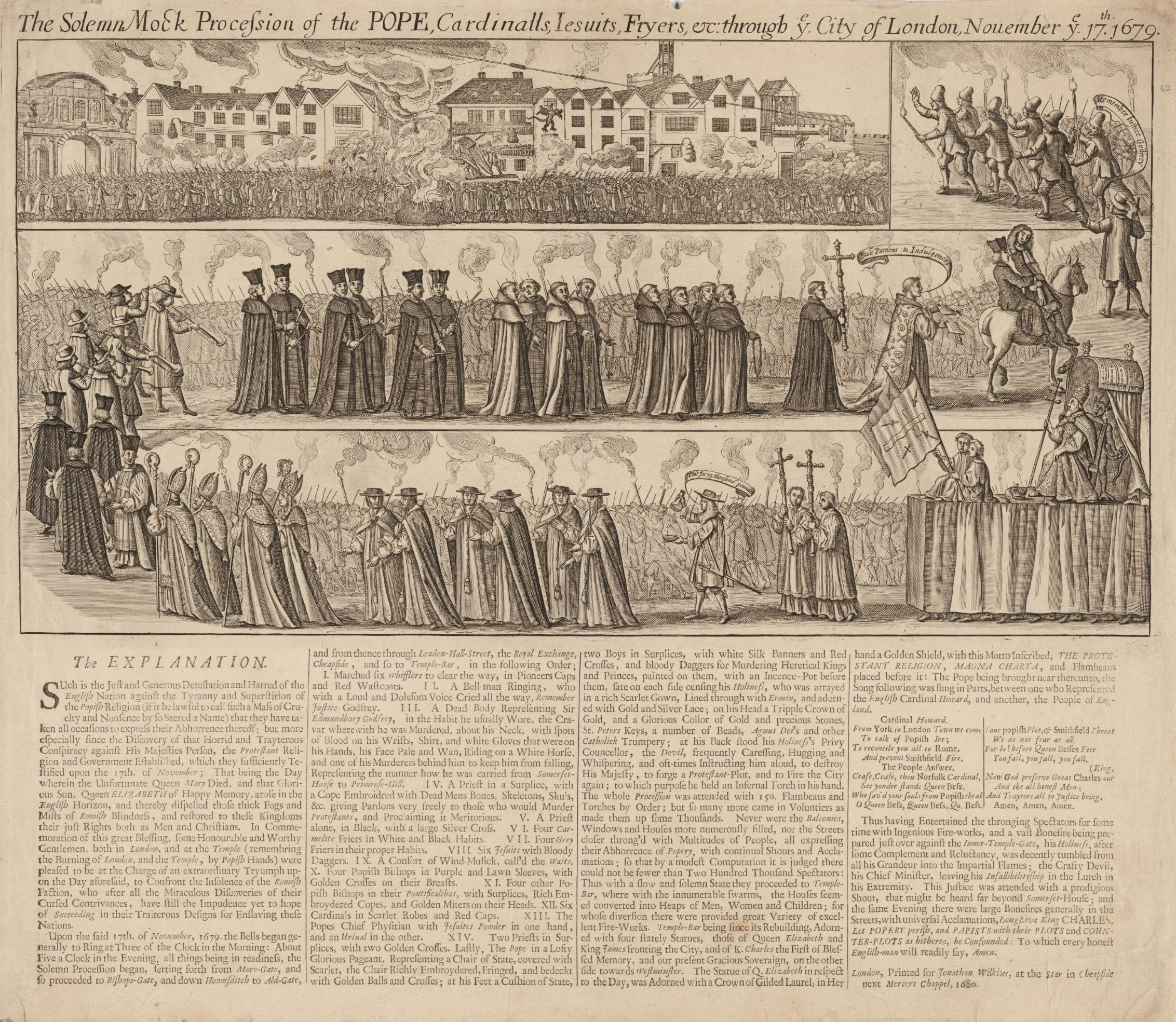
Houghton EB65 A100 680s4 - Popish Plot, solemn mock procession, 1679

Popish Plot (Påviska komplotten) var en konspirationsteori uppdiktad av Titus Oates som ledde till en allmän antikatolsk hysteri och paranoia i England mellan 1678 och 1681. Oates påstod och spred rykten om att det existerade en stor hemlig konspiration av engelska katoliker som ville mörda kung Karl II, rykten som ledde till att åtminstone 22 personer greps och avrättades. Den influerade den så kallade Exclusion Crisis 1679-1681, som försökte exkludera kungens katolska bror, den senare Jakob II från tronföljden, strömningar som så småningom utmynnade i den ärorika revolutionen 1688.